# Тремор
Тре́мор (лат. tremor — тремтіння) — симптом, що характеризується такими проявами:
- швидкі, ритмічні, з частотою близько 10 Гц., рухи кінцівок або тулуба, спричинені м'язовими скороченнями і пов'язані з тимчасовою затримкою корегуючої аферентної імпульсації, в силу чого реалізація руху та збереження пози відбувається за рахунок постійного підстроювання рухів до якогось середнього значення. При стомленні та сильних емоціях, а також при патології нервової системи тремор істотно посилюється. Зокрема, патологічний тремор (тремор спокою) спостерігається при хворобі Паркінсона.
- фіксаційні рухи очей з високою частотою і малою амплітудою (ністагм).

## Класифікація

### Феноменологічна
- Тремор спокою — виникає в м'язах, що перебувають у стані відносного спокою.
- Тремор дії — виникає при довільному скороченні м'язів.
- Постуральний (пізній) тремор — виникає при утриманні пози (наприклад, тремор витягнутих рук).
- Кінетичний тремор — виникає при русі.
- Інтенційний тремор (від лат. intentio— намір) — виникає при наближенні до мети (наприклад, спробі потрапити пальцем у ніс).

### Етіопатогенетична

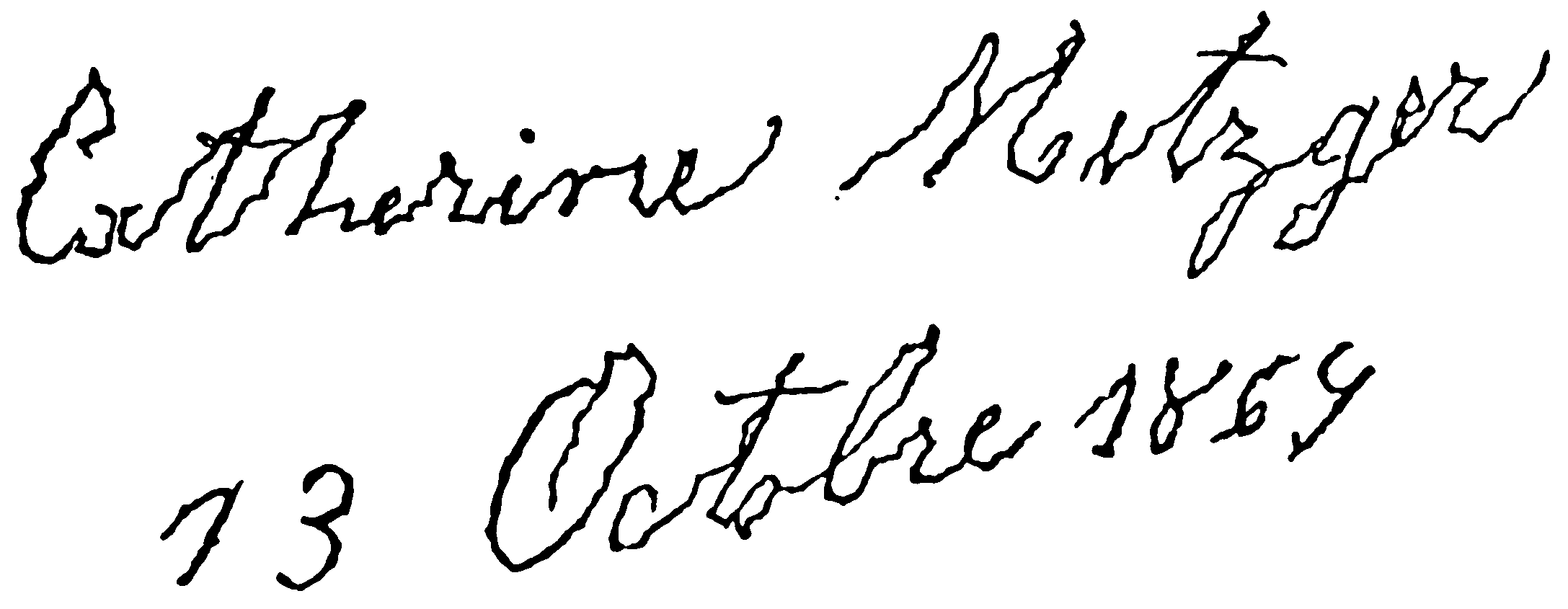
Почерк людини із хворобою Паркінсона — наслідок тремору руки

- Фізіологічний і посилений (акцентуйований) фізіологічний тремор.
- Есенціальний (сімейний і спорадичний).
- Паркінсонічний тремор при хворобі Паркінсона і синдромі паркінсонізму.
- Церебеллярний (мозочковий).
- «Рубральний» (средньомозковий).
- Дистонічний.
- Нейропатичний.
- Психогенний.
- Ятрогенний.

## Етіологія
- Первинний (есенціальний тремор);
- Вторинний — є проявом основного захворювання (тиреотоксикоз, гіперпаратиреоз, печінкової або ниркової недостатності, пухлини головного мозку, черепно-мозкової травми, інсульту тощо), інтоксикації або побічної дії ліків;
- Тремор при дегенеративних захворюваннях ЦНС спадкового або ідіопатичного характеру (гепатолентикулярна дегенерація, хвороба Паркінсона, мозочкові дегенерації, ідіопатична м'язова дистонія);
- тупічний тремор.

## Види тремору
Фізіологічний тремор — це переважно постуральний тремор, що з'являється в руках або іншої частині тіла (губи, шия тощо), зазвичай не відчувається людиною. Акцентуйований тремор може виникати на тлі тривоги, втоми, переохолодження, алкогольної абстиненції, тиреотоксикозу, феохромоцитоми, гіпоглікемії, отруєння ртуттю, свинцем, миш'яком, окисом вуглецю, а також під дією ряду лікарських засобів.
Лікування включає вплив на основне захворювання, уникнення провокуючих чинників (таких, як кава або чай).
Есенціальний тремор — це постуральний і кінетичний тремор, зазвичай найбільш виражений в руках, частіше двосторонній, хоча іноді буває асиметричним, є спадковим. Разом із руками нерідко втягуються голова, голосові зв'язки.
Паркінсонічний тремор — це тремтіння спокою, слабшає при русі, але посилюється у спокої, при ходьбі та відволіканні уваги. Особливо характерний для хвороби Паркінсона, але може проявлятися і при інших захворюваннях, що проявляються синдромом паркінсонізму, наприклад багатосистемні атрофії. Особливо часто спостерігається в руках, іноді залучаються ноги, підборіддя, губи, але виключно рідко — голова. Часто буває асиметричним і може досить довго залишатися одностороннім.
Мозочковий тремор — це переважно інтенційний тремор, але іноді, особливо при розсіяному склерозі, виникає і повільний постуральний тремор, що залучає тулуб і проксимальні відділи кінцівок, іноді голову.
Рубральний (мезенцефальний) тремор або тремор Холмса — це комбінація постурального і кінетичного тремору з тремором спокою («тремор тремором»). Цей вид тремору найчастіше виникає при ураженні середнього мозку, рідше — таламуса.
Дистонічний тремор — спостерігається у хворих з генералізованою або фокальною дистонією і являє собою фокальний, асиметричний тремор; часто він виникає на тлі дистонічної пози і посилюється при спробі хворого чинити опір тонічному гіперкінезу, але зменшується під дією коригуючих жестів.
Невропатичний тремор — це постурально-кінетичне тремтіння, нерідко виникає при поліневропатіях — спадковій моторно-сенсорній невропатії I типу (невральній аміотрофії Шарко-Марі-Тута), хронічній запальній демієлінізуючий полірадікулоневропатії, діспротеінемічній поліневропатії, рідше при діабетичній, уремічній і порфірійній поліневропатіях.